# Jules Godeau d'Entraigues
Pour les articles homonymes, voir Godeau d'Entraigues.
Alexandre Jean Jules Godeau d'Entraigues est un militaire et homme politique français né le 2 avril 1787 à Paris.

## Biographie
Alexandre Jean Jules Godeau d'Entraigues est le fils d'Elisa de Nesdes de Fromenteau et du baron Alexandre Godeau d'Entraigues, conseiller au Parlement de Bourgogne puis à la cour d'appel de Bourges. Il est aussi le frère d'Alexandre-Pierre-Amédée Godeau d'Entraigues.
Entré en 1803 à l'École militaire de Fontainebleau, il se trouve au nombre des cent élèves de cette école qui sont demandés par Napoléon Bonaparte pour assister à son couronnement. Il reçoit aussitôt son brevet de sous-lieutenant dans le 19e régiment de chasseurs à cheval et rejoit son régiment en Italie, où il fait sa première campagne.  Il prend part ensuite à celles de 1807, 1808 et 1809 à la Grande Armée, est nommé chevalier de la Légion d'honneur, et doit abandonner la carrière militaire par suite de blessures graves reçues au service (à Dantzig notamment). 
Retiré dans l'Indre, où il a des propriétés (notamment le château d'Entraigues, à Langé), il s'y occupe d'améliorations agricoles, devient conseiller d'arrondissement et conseiller général. Le 21 juin 1834, il est élu député du 1er arrondissement de l'Indre (Châteauroux), face au général Bertrand. Godeau d'Entraigues vote avec la majorité ministérielle jusqu'à la fin de la législature. Il devient ensuite maire de Vicq-sur-Nahon, jusqu'en 1849.
En 1847, Godeau d'Entraigues fit partie du jury de cour d'assises de l'Indre qui condamna à mort trois des émeutiers de Buzançais.
Il émigra en 1849 aux Etats-Unis où il disparut.
Il épouse sa cousine Agathe Godeau d'Abloux. Il se rend régulièrement au château de Valençay, chez Talleyrand. Après le décès de Talleyrand, ils s'établissent dans le Tennessee, aux États-Unis, où ils terminent ruinés, sans laisser de trace.